# 小野里光博
小野里 光博（おのさと みつひろ、1958年 - ）は、多摩大学大学院客員教授。株式会社東京商品取引所執行役員（営業・国際・システム・システム開発・市場構造研究所・新市場開拓・市場・自主規制・取引運営監視室担当）

## 経歴
東京都生まれ。1980年3月、東京大学工学部都市工学科を卒業後、デベロッパー、シンクタンク勤務を経て、1990年7月、東京工業品取引所へ入所。企画室長を経て。2004年5月より理事。2008年12月、同所の株式会社化に伴い、株式会社東京工業品取引所（現・東京商品取引所）執行役に就任。

## 著訳書
- 変貌するオイルマーケット（時事通信社、共著）1996年
- 市場と取引（ラリー・ハリス著、東洋経済新報社、共訳）2006年

## 関連人物
- 河村幹夫（元多摩大学大学院教授、東京商品取引所取締役・監査委員会委員長・報酬委員会委員）